# Tony Daley
Anthony Mark ("Tony") Daley (Birmingham, 18 oktober 1967) is een Engels voormalig betaald voetballer die bij voorkeur als flankaanvaller speelde. Daley speelde voor Aston Villa van 1985 tot 1994 en won de League Cup in 1994. Hij kwam zeven keer in actie voor het Engels voetbalelftal.

## Clubcarrière
Tony Daley speelde negen seizoenen voor Aston Villa, de populairste club uit de stad waar hij geboren werd. Hij was er actief in de Premier League en won de League Cup in het seizoen 1993/1994. In de finale was Villa te sterk voor Manchester United. De doelpunten kwamen op naam van Dalian Atkinson en twee keer Dean Saunders. In de slotfase prikte Mark Hughes tegen bij een 2-0 tussenstand, maar Saunders benutte een strafschop na handspel van een uitgesloten Andrej Kantsjelskis (3-1). Daley speelde de volledige wedstrijd. Het bleek de enige trofee uit zijn carrière. In de zomer van 1994 verliet hij Villa Park en tekende een contract bij Wolverhampton Wanderers, dat £ 1.250.000 voor hem betaalde.
Het ging echter bergaf met zijn carrière. Daley, door blessures geplaagd, kwam slechts 21 keer in actie voor The Wolves in vier seizoenen. Hij verhuisde naar Watford in 1998, maar kwam er amper twaalf keer in actie. Na een half seizoen bij Walsall koos hij voor Forest Green Rovers op een lager niveau. Daley speelde 67 wedstrijden en scoorde zeven keer. Hij sloot zijn carrière af bij Forest Green Rovers in 2002. Daley werd jarenlang door blessures geteisterd.

## Erelijst
| Competitie  |             |             |
| Competitie  | Aantal      | Jaren       |
| Aston Villa | Aston Villa | Aston Villa |
| ----------- | ----------- | ----------- |
| League Cup  | 1×          | 1993/94     |

## Interlandcarrière
Daley speelde zeven interlands voor het Engels voetbalelftal, tussen 1991 en 1992. Hij maakte deel uit van de selectie voor Euro 1992 in Zweden. Hij speelde twee wedstrijden op het eindtoernooi, met name tegen Denemarken en gastland Zweden in de groepsfase. Engeland speelde 0-0 gelijk en verloor met 2-1, respectievelijk. Na deze nederlaag en twee gelijke spelen was Engeland meteen uitgeschakeld, als laatste van een groep met ook nog Frankrijk. Engeland en Frankrijk haalden twee punten. Les Bleus mochten dus net als Engeland inpakken na de groepsfase. Daley kwam na de uitschakeling niet meer in actie voor Engeland.
| Interlands van Tony Daley voor Engeland | Interlands van Tony Daley voor Engeland | Interlands van Tony Daley voor Engeland | Interlands van Tony Daley voor Engeland | Interlands van Tony Daley voor Engeland | Interlands van Tony Daley voor Engeland |
| №                                       | Datum                                   | Wedstrijd                               | Uitslag                                 | Competitie                              | Goals                                   |
| --------------------------------------- | --------------------------------------- | --------------------------------------- | --------------------------------------- | --------------------------------------- | --------------------------------------- |
| 1                                       | 13.11.1991                              | Polen - Engeland                        | 1 – 1                                   | Kwalificatie Euro 1992                  | /                                       |
| 2                                       | 29.04.1992                              | Sovjet-Unie - Engeland                  | 2 – 2                                   | Vriendschappelijk                       | /                                       |
| 3                                       | 12.05.1992                              | Hongarije – Engeland                    | 0 – 1                                   | Vriendschappelijk                       | /                                       |
| 4                                       | 17.05.1992                              | Engeland - Brazilië                     | 1 – 1                                   | Vriendschappelijk                       | /                                       |
| 5                                       | 03.06.1992                              | Finland - Engeland                      | 1 – 2                                   | Vriendschappelijk                       | /                                       |
| 6                                       | 11.06.1992                              | Denemarken - Engeland                   | 0 – 0                                   | Euro 1992                               | /                                       |
| 7                                       | 17.06.1992                              | Zweden - Engeland                       | 2 – 1                                   | Euro 1992                               | /                                       |